# Saint-Saëns (Seine-Maritime)
Saint-Saëns is een gemeente in het Franse departement Seine-Maritime (regio Normandië) en telt 2553 inwoners (1999). De oppervlakte bedraagt 25,5 km², de bevolkingsdichtheid is 100 inwoners per km². Tot en met 2014 was het de hoofdplaats van het kanton Saint-Saëns. Vanaf 2015 behoort het tot het kanton Neufchâtel-en-Bray

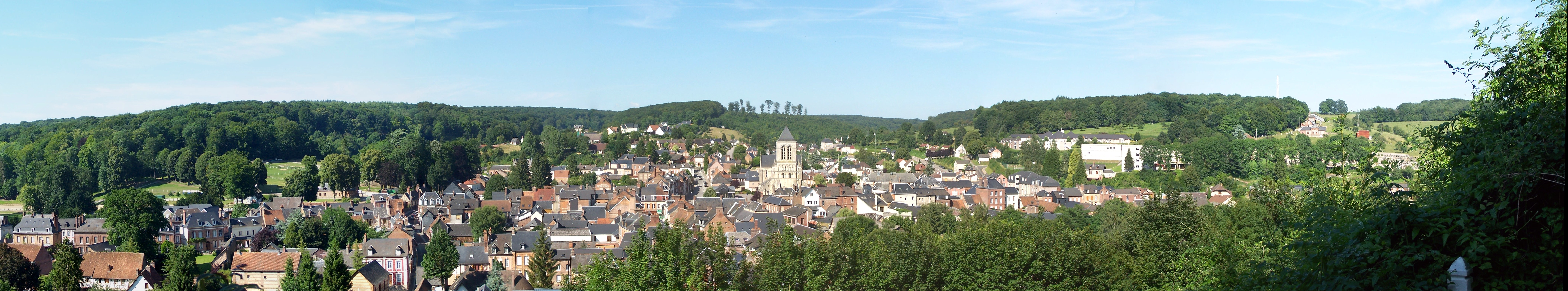
Saint-Saëns

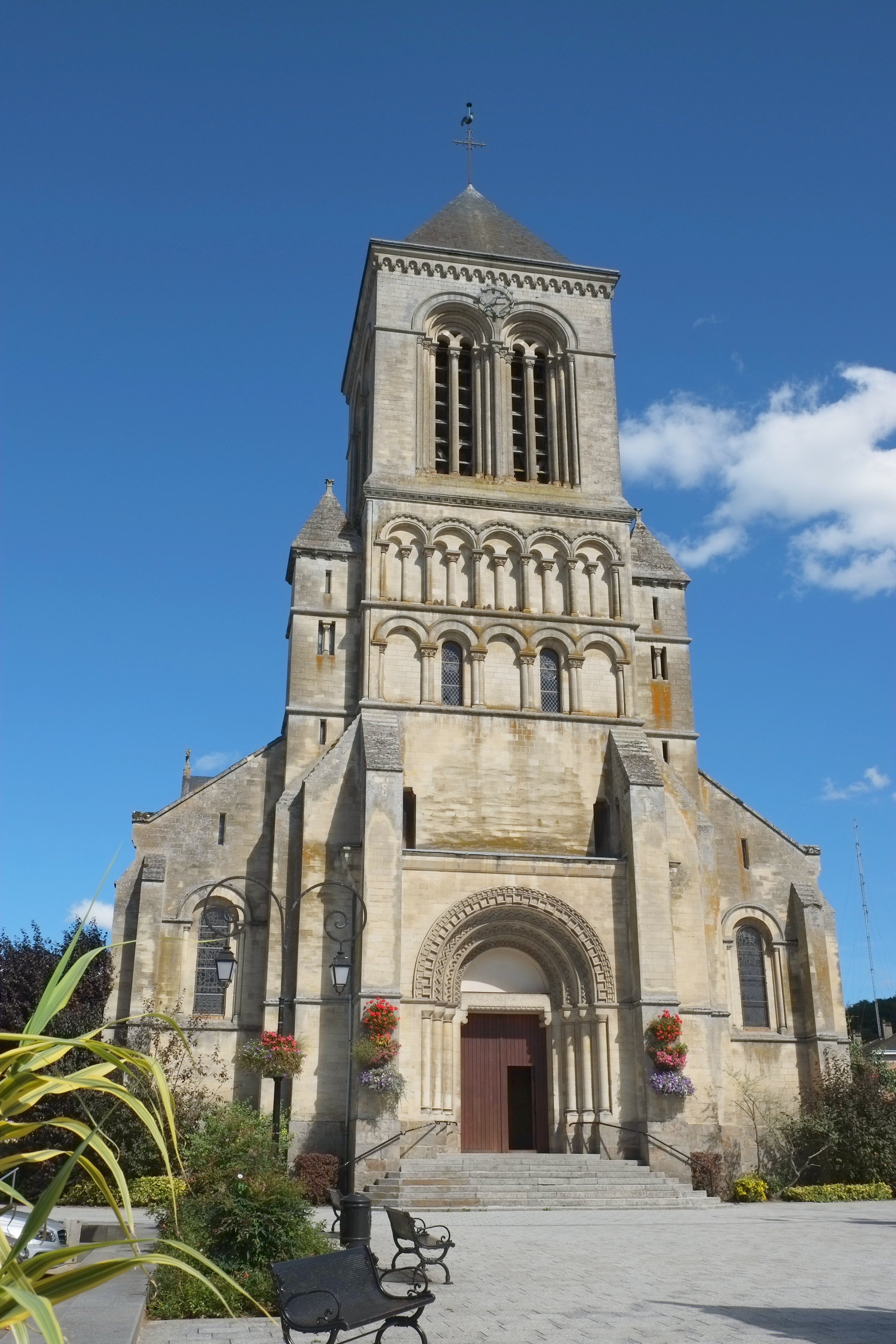
Kerk van Saint-Saëns

## Demografie
Onderstaande figuur toont het verloop van het inwonertal (bron: INSEE-tellingen).

1. ↑  Populations de référence 2022.